# Parroquia de Saint John (Granada)
Saint John es una de las parroquias de Granada. Su capital es Gouyave.
- Datos: Q1476289
- Multimedia: Saint John Parish, Grenada / Q1476289